# Julia Esquivel

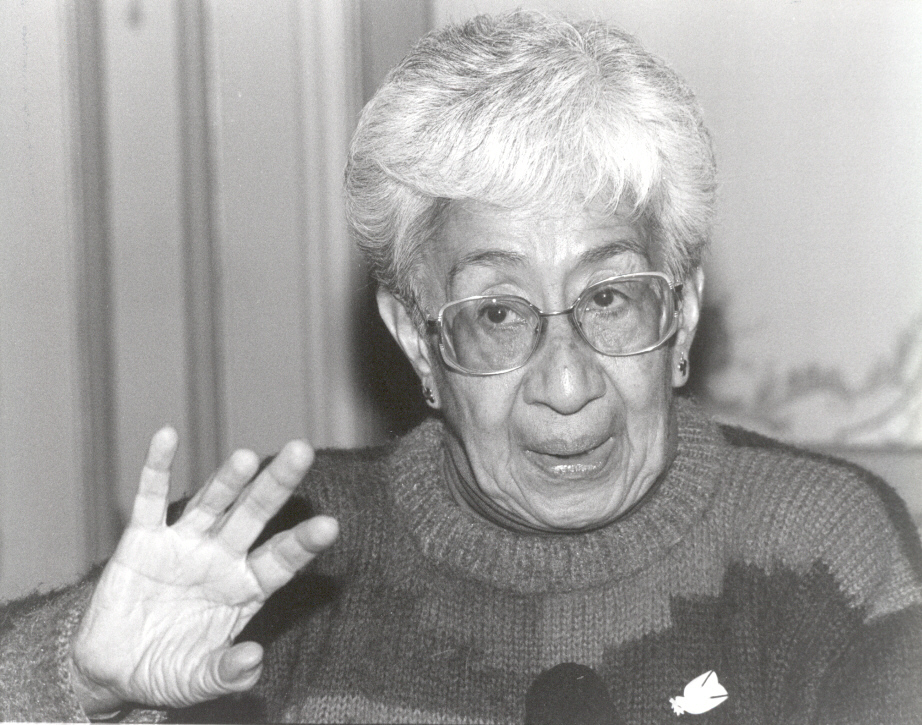
Julia Esquivel (1994)

Julia Esquivel Velásquez (* 3. Mai 1930 in San Marcos, Guatemala; † 19. Juli 2019) war eine guatemaltekische Dichterin und Menschenrechtsaktivistin.

## Leben
Esquivel studierte an der Universidad de San Carlos de Guatemala, dem Seminario Biblico Latinoamericano in Costa Rica und dem Ökumenischen Institut Bossey in der Schweiz. Sie wurde nun als Lehrerin und pastorale Sozialarbeiterin tätig. Des Weiteren setzte sie sich als Dichterin und Menschenrechtsaktivistin für die indigene Bevölkerung ein. Als Folge sah sie sich Repressionen ausgesetzt und musste 1980 ins Exil gehen. Esquivel lebte nun unter anderem in Mexiko und Nicaragua sowie für insgesamt acht Jahre in der Schweiz unter den Schwestern der Kommunität Grandchamp.
1994 erhielt sie von der Evangelisch-theologischen Fakultät der Universität Bern die Ehrendoktorwürde verliehen.